# För kung och fosterland (sång)
"För kung och fosterland", skriven av Magnus Uggla och Anders Henriksson, var Magnus Ugglas bidrag till den svenska Melodifestivalen 2007. Bidraget deltog vid semifinalen i Gävle den 24 februari 2007, och tog sig vidare till Andra chansen i Nyköping den 3 mars 2007 men gick inte vidare till finalen. Sångtexten kritiserar konsumtionssamhället. 
Magnus Uggla blev polisanmäld för hets mot folkgrupp, då anmälaren ansåg att den kränkte polacker, med textraden "Har vi tråkigt min fru och jag, ringer vi in en skum polack". Justitiekanslern valde dock senare att inte starta en utredning mot Magnus Uggla.
Den 5 mars 2007 gavs singeln "För kung och fosterland" ut. Den placerade sig som högst på elfte plats på den svenska singellistan.
Melodin testades även på Svensktoppen, och tog sig in på listan den 1 april 2007. Den hamnade första gången på tionde plats . Gången därpå var låten utslagen .
Under Melodifestivalen 2012 var låten med i "Tredje chansen".

## Låtlista
1. För kung och fosterland (3:03)

## Listplaceringar
| Lista (2007) | Position |
| ------------ | -------- |
| Sverige      | 11       |